# Лєна Ендре
Лєна Ендре (швед. Lena Endre; нар.. 8 липня 1955) — шведська акторка кіно і телебачення, відома, в першу чергу, у Швеції та Норвегії участю у фільмі Лів Ульман Trolösa (2000) і фільмах, знятим з трилогії «Міленіум» Стіга Ларссона. Дебютувала в англомовному кінематографі у 2012 році у фільмі Пола Томаса Андерсона «Майстер».

## Життєпис
Народилася в Лідінгу (лен Стокгольм). Дитинство провела в Гернесанді (Онгерманланд) і Тролльбекені (Тиресьо). Вивчала морську біологію, але кинула навчання і влаштувалася на роботу до музичного магазину, одночасно граючи в аматорському театрі. У 1979 році працювала в Teater Sputnik і театральній студії Інге Вірна. У 1983 році вступила до Стокгольмської академії виконавського мистецтва.
Ендре двох дітей від актора Томаса Ганцона, стосунки з яким тривали з 1988 по 1998 роки. Була у шлюбі з шведським режисером Річардом Гобертом з 2000 по 2012 роки.

## Кар'єра
Після закінчення у 1986 році Стокгольмської академії виконавського мистецтва здобула популярність участю в шведських телесеріалах 1980-х років Varuhuset і Lorry. До цього, ще студенткою, в 1984 році зіграла невелику роль у трилері The Inside Man режисера Тома Клегга з Деннісом Гоппером. З серіалу Varuhuset пішла, коли відчула, що занадто вжилася в персонажку. У 1987 році була прийнята на роботу до Королівського драматичного театру.
З тих пір багато знімалася на телебаченні і в кіно, в першу чергу в Швеції та Норвегії.
Велику популярність здобула завдяки участі у фільмі норвезької режисерки Лів Ульман Trolösa (Faithless, 2000), знятому за сценарієм Інгмара Бергмана, що брав участь у Каннському кінофестивалі 2000 року. Також значну увагу привернуло виконання ролі прокурорки Катаріни Альселль, коханої Курта Валландера, у другому сезоні серіалу «Валландер».
Ендре також знялася в двох фільмах данського режисера Симона Стахо: Dag och Natt (2004) і Himlens Hjärta (2008). Останній фільм приніс їй номінацію на національну кінопремію Guldbagge як найкращій акторці. Серед пізніших робіт Ендре — роль Еріки Бергер (швед. Erika Berger), редакторки, що займається журналістськими розслідуваннями видання Millenium, з однойменної кінотрилогії: «Дівчина з татуюванням дракона», «Дівчина, яка грала з вогнем» і «Дівчина, яка підривала повітряні замки» (всі — 2009) — знятої за мотивами книг Стіга Ларссона.
Дебют Ендре англійською відбувся у фільмі Пола Томаса Андерсона «Майстер» (2012), де головні ролі зіграли Хоакін Фенікс, Філіп Сеймур Гоффман, Емі Адамс та Лора Дерн.

## Нагороди
У 1997 році Лєна Ендре отримала премію Guldbagge як найкраща акторка другого плану, в 2000 році — як найкраща акторка.

## Вибрана фільмографія
- The Visitors (1988)
- Добрі наміри (1992)
- Sunday's Children (1992)
- Yrrol (1994)
- Kristin Lavransdatter (1995)
- Jerusalem (1996)
- Ogifta par — en film som skiljer sig (1997)
- In the Presence of a Clown (1997, TV)
- Ögat (1998)
- Faithless (2000)
- Gossip (2000)
- Musikk for bryllup og begravelser (2002)
- Alla älskar Alice (2002)
- Day and Night (2004)
- Göta kanal 2 — Kanalkampen (2006)
- Himlens Hjärta (2008)
- Wallander (Swedish TV series) (2009)
- Дівчина з татуюванням дракона (2009)
- Дівчина, яка грала з вогнем (2009)
- Дівчина, яка підривала повітряні замки (2009)
- Angel (2009)
- With Every Heartbeat (2011)
- Майстер (2012)
- Limbo (2012)
- Echoes from the Dead (2013)
- A Hustler's Diary (2017)
- Кінгсман: Золоте кільце (2017)
- Сентиментальна цінність (2025)

## Додаткова література
- Terry Keefe, 2012, "Talking Limbo with The Girl with the Dragon Tattoo's Lena Endre, " The Hollywood Interview (online), November 19, 2012, see  [Архівовано 18 березня 2018 у Wayback Machine.], accessed 13 June 2015.
- Anon., 2012, "Collaborators, Actress: Lena Endre, " at Ingmar Bergman Foundation, May 17, 2012, see  [Архівовано 15 червня 2015 у Wayback Machine.], accessed 12 June 2015.